# Tanzânia nos Jogos Olímpicos de Verão de 1984
A Tanzânia competiu nos Jogos Olímpicos de Verão de 1984, em Los Angeles, Estados Unidos

## Resultados por Evento

### Atletismo
5.000m masculino
- Zakariah Barie
  - Eliminatória — 13:53.00
  - Semifinal — 13:43.49 (→ não avançou)

- Mohamed Rutitinga
  - Eliminatória — 14:27.78 (→ não avançou)

- Alphonse Swai
  - Eliminatória — 14:22.20 (→ não avançou)

10.000m masculino
- Zakariah Barie
  - Eliminatória — 28:15.18
  - Final — 28:32.28 (→ 13º lugar)

- Gidamis Shahanga
  - Eliminatória — 28:42.92 (→ não avançou)

- Ibrahim Kivina
  - Eliminatória — 30:29.50 (→ não avançou)

Maratona masculina
- Juma Ikangaa — 2:11:10 (→ 6º lugar)
- Agapius Masong — 2:16:25 (→ 21º lugar)
- Gidamis Shahanga — 2:16:27 (→ 22º lugar)

Lançamento de dardo masculino
- Zakayo Malekwa
  - Classificatória — 75.18m (→ não avançou, 19º lugar)

100m feminino
- Nzaeli Kyomo
  - Primeira Eliminatória — 12.26s
  - Segunda Eliminatória — 12.53s (→ não avançou)

3.000m feminino
- Hwinga Mwanjala
  - Eliminatória — 9.42.66 (→ não avançou)

### Boxe
Peso Mosca (– 51 kg)
- David Mwaba
  - Primeira rodada — Derrotou Chibou Amna (NIG), 5:0
  - Segunda rodada — Perdeu para Jeff Fenech (AUS), 0:5

Peso Super-Pesado (+ 91 kg)
- Willie Isangura
  - Primeira rodada – Bye
  - Quartas-de-final – Perdeu para Francesco Damiani (ITA), RSC-2